# Women Airforce Service Pilots

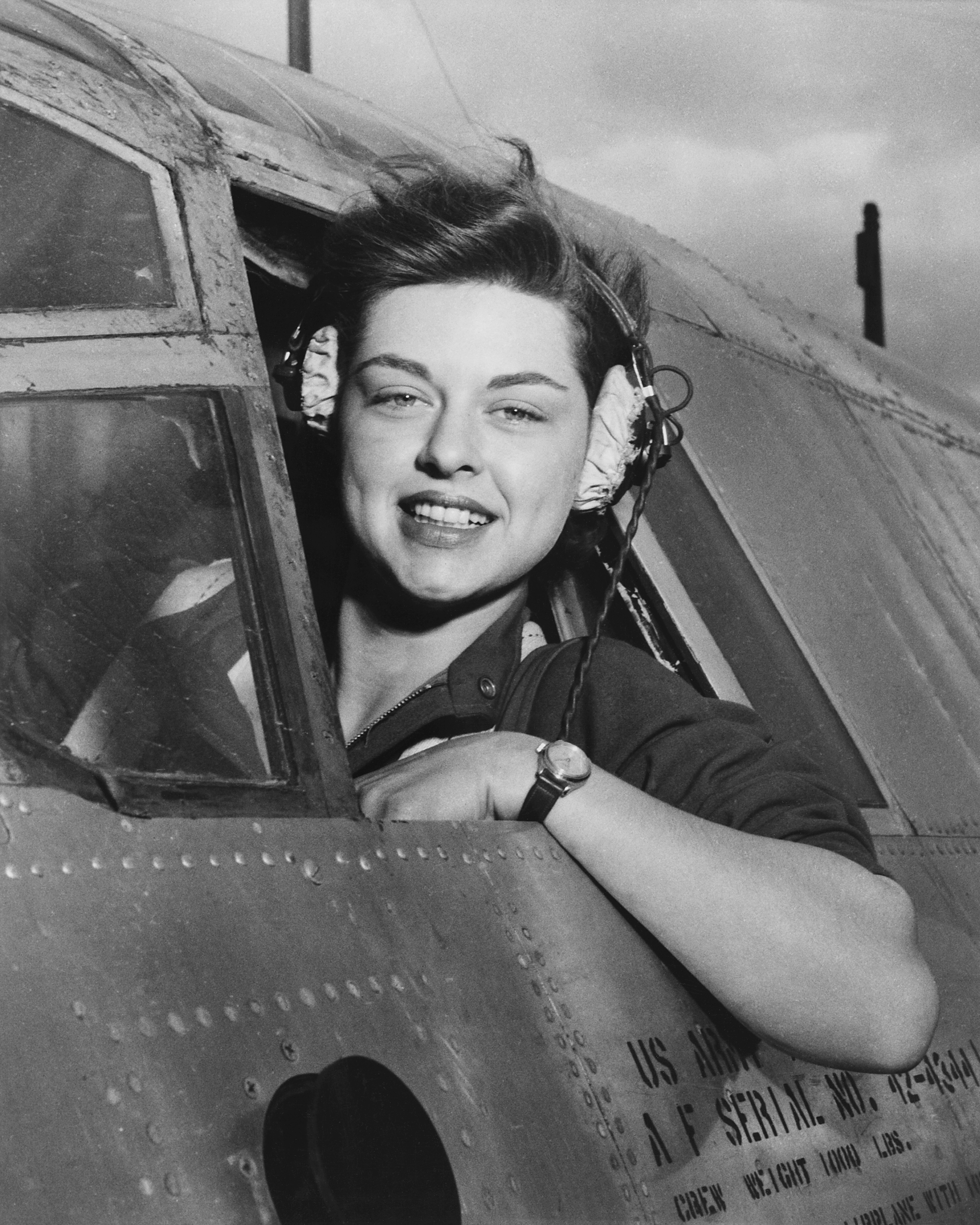
Una WASP, Elizabeth L. Gardner, ai comandi di un B-26 Marauder

La Women Airforce Service Pilots (WASP, vespa in inglese) fu un'organizzazione pionieristica formata da donne pilota che, seppur civili, nel corso della seconda guerra mondiale pilotavano aerei militari sotto la direzione dell'United States Army Air Forces. Nacque il 5 agosto 1943 dall'unione della The Women's Flying Training Detachment (WFTD) e della Women's Auxiliary Ferrying Squadron (WAFS) organizzate separatamente nel settembre 1942. Le WASP volarono per oltre 60 milioni di miglia su ogni tipo di aerei militari ed arrivarono a contare 1.074 membri, lasciando altrettanti piloti uomini liberi per i ruoli di combattimento. Nel 1977 alle WASP fu concesso lo stato di veterano, mentre nel 2009 furono premiate con la Medaglia d'oro del Congresso, la più alta onorificenza civile assegnata dal governo degli Stati Uniti.
Delle oltre 25.000 donne che fecero domanda per entrare nelle WASP, solo 1.830 furono accettate e, di queste, in 1.074 riuscirono a completare con successo il programma di addestramento.
L'acronimo WASP (vespa in inglese) in seguito andrà ad identificare le singole donne pilota dell'organizzazione.

## Nascita

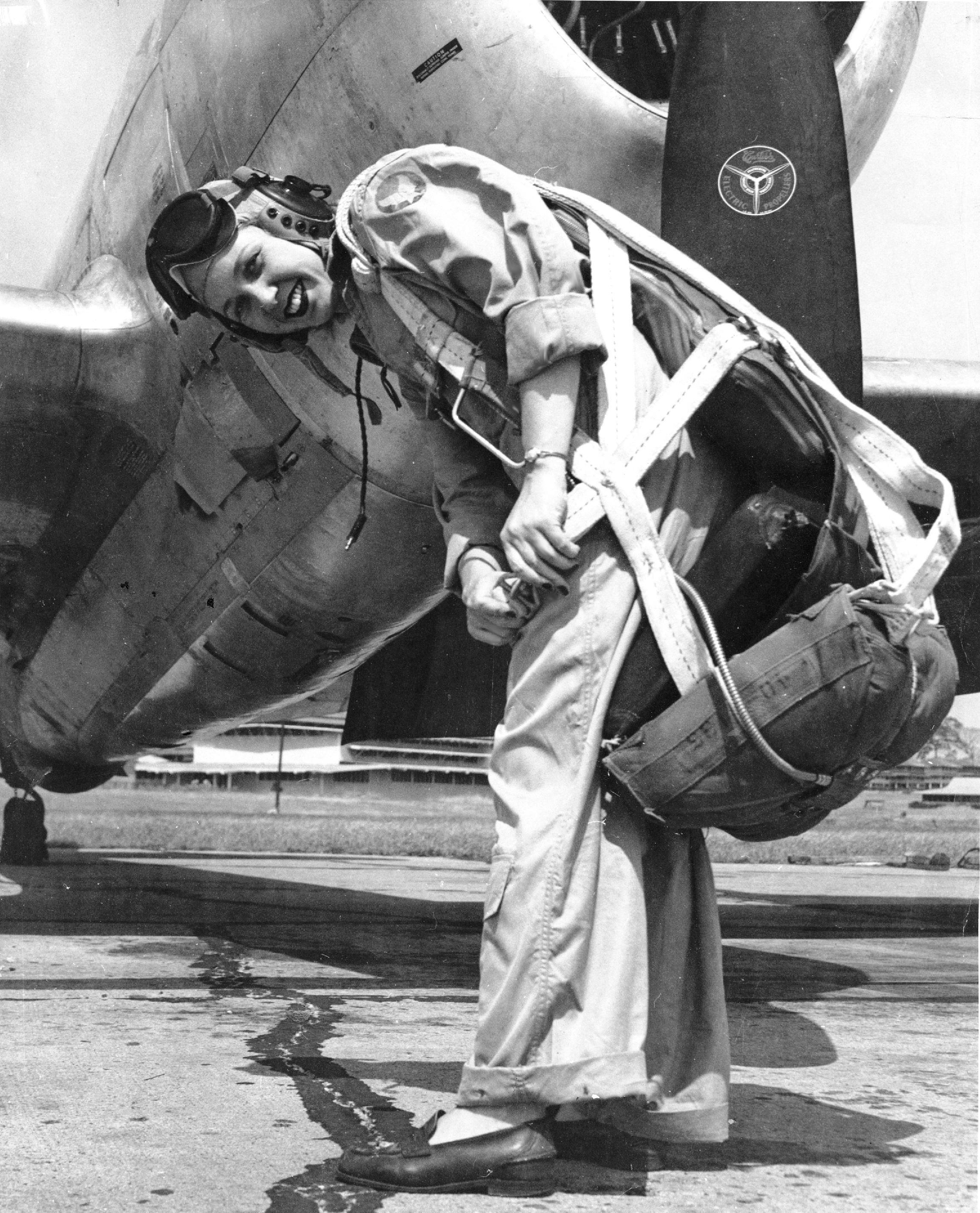
Deanie Parish davanti ad un P-47 Thunderbolt sulla pista di volo della Tyndall Air Force Base in Florida, 1944

Nell'estate del 1941, dopo lo scoppio della seconda guerra mondiale in Europa, Jacqueline "Jackie" Cochran e la pilota collaudatrice Nancy Harkness Love, entrambe aviatrici celebri, presentarono separatamente alla United States Army Air Forces (precorritrice della United States Air Force) dei progetti che prevedevano l'impiego di donne pilota per missioni non belliche.
La motivazione a supporto di entrambe le loro proposte era di liberare i piloti maschi per i ruoli da combattimento, impiegando qualificati piloti di sesso femminile per trasportare gli aerei dalle fabbriche alle basi militari e per il traino di aerei bersaglio. Prima dell'attacco di Pearl Harbor, il generale Henry H. Arnold, comandante dell'USAAF, aveva rifiutato sia la proposta della Love che quella della più famosa Cochran, nonostante le pressioni della first lady Eleanor Roosevelt. Nonostante ciò, nel caso si fosse presentata l'esigenza di avviare un progetto simile, Arnold promise che il comando sarebbe stato affidato alla Cochran. Mentre gli Stati Uniti non erano ancora entrati nel conflitto, la Cochran era andata in Gran Bretagna per volare nell'Air Transport Auxiliary (ATA).
L'ATA utilizzava piloti di sesso femminile già a partire dal gennaio 1940, e stava iniziando ad addestrarne di nuovi. Le donne statunitensi che volarono nell'ATA furono le prime donne statunitensi a volare su aerei militari.
Sotto la Royal Air Force volarono con numerosi aerei da combattimento: Spitfire, Typhoon, Hudson, B-25 Mitchell, Blenheim, Oxford, Walrus e Sea Otter, in missioni non belliche ma comunque in condizioni da combattimento. La maggior parte di queste donne proseguirono il loro servizio nell'ATA e solo in tre tornarono negli Stati Uniti per entrare nel programma WASP.
Gli Stati Uniti stavano costruendo la loro forza aerea in previsione di un loro diretto coinvolgimento nella guerra in corso, aumentando drasticamente il numero degli uomini arruolati. In questo periodo l'aumento di attività delle forze aeree statunitensi crebbe a livelli drammatici, a causa anche di diverse lacune a livello di manodopera che avrebbero potuto essere colmate da donne. Dopo l'attacco di Pearl Harbor, fu evidente che non c'erano abbastanza piloti di sesso maschile.
In particolare, i numeri erano ben noti ai componenti della divisione trasporti dell'Air Transport Command (ATC). Il generale di brigata William H. Tunner, che aveva il compito di reclutare piloti civili per il trasporto di aerei militari, dopo averne parlato col generale Robert M. Love, a capo dell'ATC, e con sua moglie Nancy, decise di integrare piloti di sesso femminile nell'aeronautica.

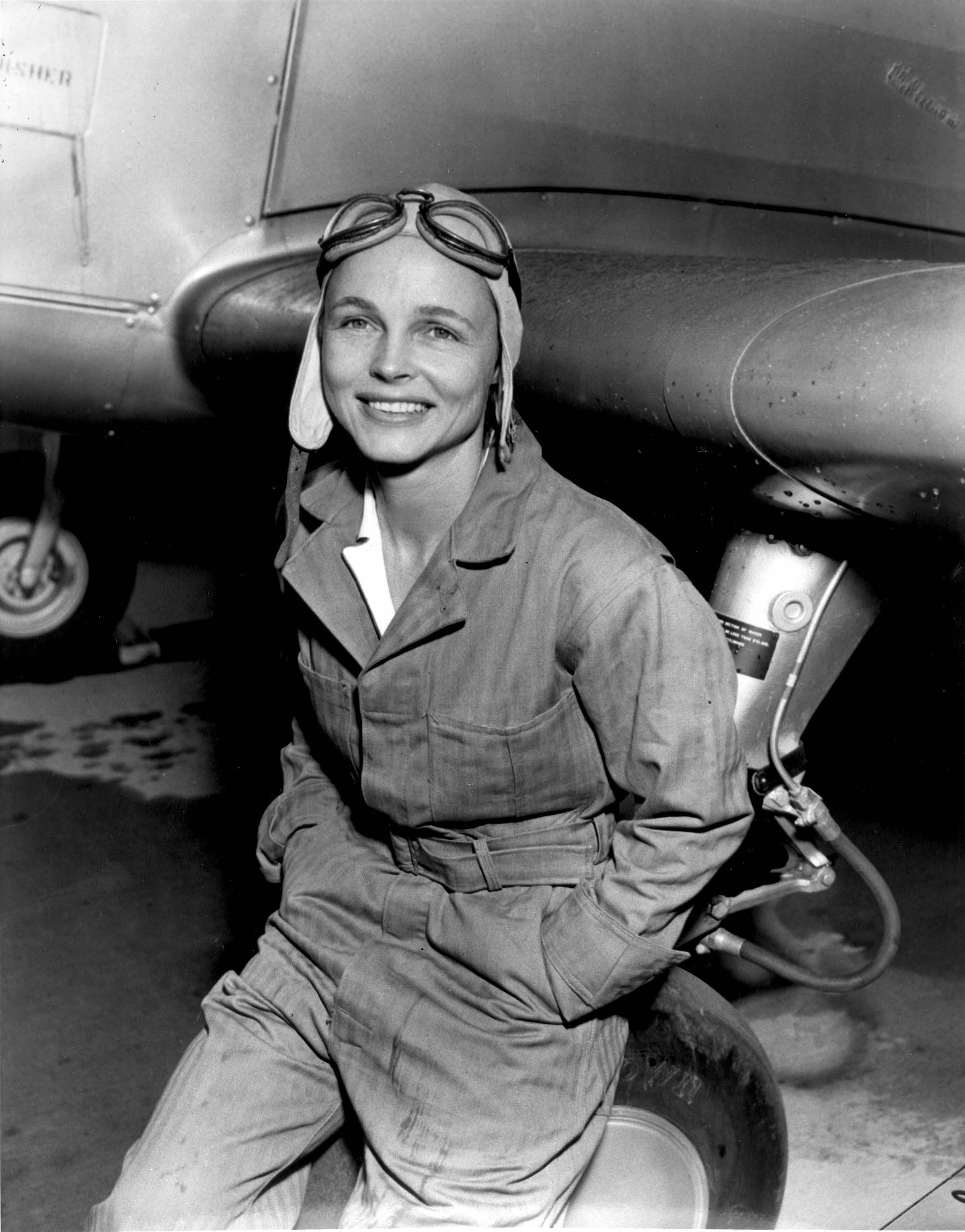
Betty Gillies, prima a superare il corso d'addestramento delle WAFS

Convinto dalla moglie di Love, che aveva una licenza di pilota commerciale, della fattibilità del programma, le chiese di elaborare una proposta. Questo senza sapere che Arnold aveva accantonato una proposta simile presentata dal superiore di Tunner, il maggior generale Robert Olds. La Cochran, che nel marzo 1942 si era impegnata ad andare in Gran Bretagna per partecipare ai test dell'ATA riservati alle donne pilota, grazie ai suoi buoni rapporti col presidente Roosevelt e con la first lady Eleanor, riuscì a costringere Arnold a respingere qualsiasi progetto che non prevedesse il coinvolgimento di donne, e ad istituire un organismo indipendente comandato da donne. Ironia della sorte, fu proprio Arnold a respingere una proposta di Tunner riguardo alla creazione di ufficiali donne nel WAAC. Nell'estate del 1942 Arnold iniziò ad essere disposto a prendere in seria considerazione le proposte precedenti. Il piano Tunner e Love fu valutato dall'ATC e trasmesso dal suo comandante al generale Arnold, che lo approvò dando la sua benedizione, dopo che la signora Roosevelt aveva suggerito un'idea simile dalle colonne di un giornale. Il Women's Auxiliary Ferrying Squadron (WAFS), ai comandi della Love, divenne operativo il 10 settembre 1942. Ben presto, l'ATC iniziò ad usare piloti donna per trasportare gli aerei dalle fabbriche agli aeroporti. La Cochran tornò negli Stati Uniti il 10 settembre 1942 e, vedendo le pubblicità della nuova organizzazione, chiese immediatamente spiegazioni ad Arnold. Questi si difese sostenendo che non sapeva nulla dell'iniziativa ed accusò il comando dell'ATC, in particolare il colonnello, nonché ex-presidente dell'American Airlines, C.R. Smith. Dopo tutta la pubblicità fatta, il programma WAFS non poteva essere annullato, e così il 15 settembre 1942 si decise di dare il via libera anche alla proposta della Cochran. Così, gli squadroni della Cochran e della Love furono stabiliti separatamente. Il 319th Women's Flying Training Detachment (WFTD), ai comandi della Cochran, fu distaccato all'Aeroporto municipale di Houston (oggi Aeroporto William P. Hobby), nel Texas, mentre il Women's Auxiliary Ferrying Squadron (WAFS), ai comandi della Love, era invece stanziato nella base aerea di New Castle (oggi Aeroporto di New Castle), nel Delaware.
Fino all'estate del 1943 i due programmi ed i rispettivi comandanti, rivali, operarono indipendentemente senza che l'uno riconoscesse l'altro, e viceversa. Questo finché la Cochran non spinse aggressivamente per far sì che l'attività delle donne pilota fosse regolata da un'unica entità. Tunner, in particolare, contestò i diversi standard richiesti dai due programmi e sottolineò l'assoluta necessità per l'ATA di essere in grado di controllare i suoi piloti. Alla fine prevalse la Cochran, e nel luglio 1943 Arnold ordinò la fusione dei due programmi, mettendo la Cochran a capo del nuovo progetto.
Il 5 agosto WAFS e WFTD si fusero nel Women Airforce Service Pilots (WASP).

## Addestramento

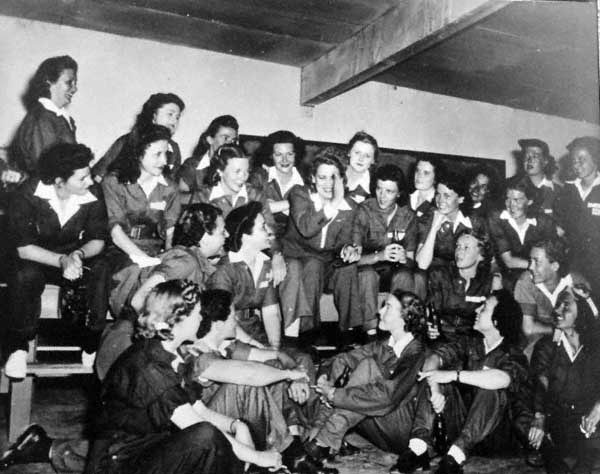
Jackie Cochran, al centro, assieme ad un gruppo di reclute del WASP

Al corso d'addestramento per WASP presero parte 19 gruppi di donne. Il primo era quello formato dalle The Originals (Le Originali), cioè il gruppo delle WAFS guidate da Nancy Love, a cui seguì il gruppo delle The Guinea Pigs (Le Porcelline d'India) guidate dalla Cochran, primo di altre 18 classi di donne pilota. Per entrare nelle WASP, le aspiranti pilote dovevano completare un addestramento uguale a quello base dei piloti uomini della United States Army Air Corps, molte di loro furono poi ammesse all'addestramento specializzato.
Nelle WASP furono ammesse anche due donne sino-americane, Hazel Ying Lee e Maggie Gee. Hazel Ying Lee morì in una collisione in pista, mentre Maggie Gee sopravvisse alla guerra. Ola Mildred Rexroat, una Oglala Sioux, fu l'unica nativa americana ammessa nelle WASP. Sopravvissuta alla guerra, in seguitò entrò nella United States Air Force.
Tutte le altre WASP erano bianche, nessuna afroamericana fu autorizzata ad entrare nelle WASP.
Tutte le WASF avevano la licenza di pilota commerciale ed almeno 1.400 ore di volo. Ricevettero 30 giorni di orientamento all'amministrazione ed alla burocrazia militare ed a volare secondo le norme militari. In seguito, furono assegnate a vari servizi di trasferimento aereo.

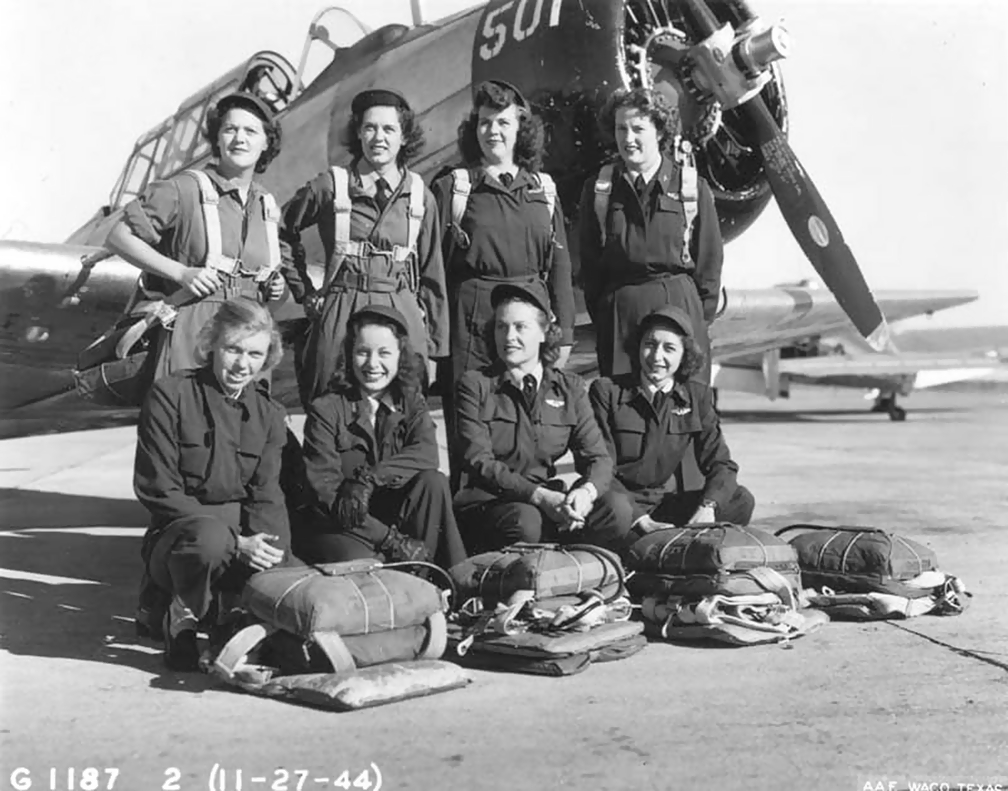
Un gruppo di WASP al Waco Field, 1944.

Le Guinea Pigs iniziarono la loro formazione all'Aeroporto municipale di Houston il 16 novembre 1942, come parte del 319th Army Air Force Women's Flying Training Detachment (AAFWFTD). Questo solo dopo che le WAFS avevano iniziato il loro addestramento a Wilmington, nel Delaware. A differenza delle WAFS, le donne stanziate a Houston non portavano uniformi e dovevano trovare da sé un alloggio.
Le Woofteddies (WFTD) avevano l'assistenza sanitaria minima, nessuna assicurazione sulla vita, nessuna autopompa e l'ambulanza era in prestito dall'Ellington Army Airfield. A tutto ciò si aggiungeva un'amministrazione gravata da personale insufficiente e l'eccessiva varietà degli aerei usati per l'addestramento, ben 23 tipi diversi. Ancora nel gennaio 1943, quando la terza classe era in procinto di iniziare l'addestramento, le tre classi furono descritte da Byrd Granger nel suo libro On Final Approach come "una folla caotica e disordinata in un arcobaleno di abiti sgualciti" ("a raggle-taggle crowd in a rainbow of rumpled clothing"), in quanto mentre erano riunite indossavano indistintamente abiti coi colori del mattino e della sera.

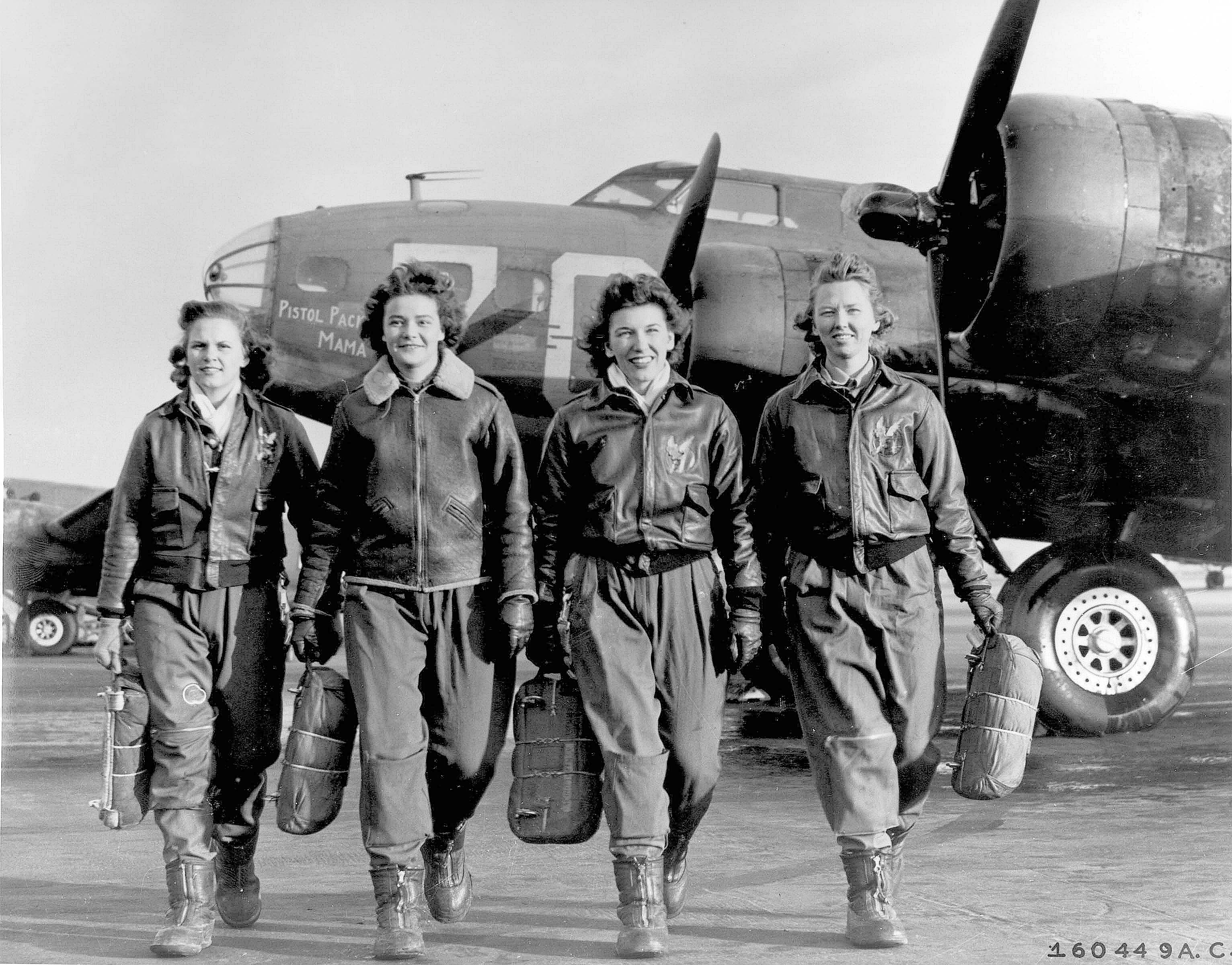
Un gruppo di WASP, da sinistra: Frances Green, Margaret "Peg" Kirchner, Ann Waldner e Blanche Osborn. Le quattro aviatrici avevano appena concluso il trasferimento del B-17 alle loro spalle, il Pistol Packin' Mama

La mancanza di risorse, in combinazione con il clima nebbioso ed umido Houston, ritardarono la formazione della prima classe, il cui termine, previsto per febbraio, slittò all'aprile 1943. Oltre alle avverse condizioni climatiche, si aggiunse il terreno ovunque argilloso, bagnato ad appiccicoso, oltre alla scarsità di toilet, che contribuirono a creare problemi di bassa morale. Per minimizzare questa problematica fu avviato il Fifinella Gazette. Il primo numero fu pubblicato il 10 febbraio 1943. La protagonista Fifinella, una femmina di gremlin, fu ideata da Roald Dahl e disegnata da Walt Disney, ed in seguito utilizzata come mascotte ufficiale della WASP ed inserita nell'emblema cucito sulle spalline delle divise. La prima classe di Houston era formata da 38 donne con un minimo di 200 ore di volo. In 23 completarono con successo il corso, terminato il 24 aprile 1943, e fu l'unica classe a diplomarsi all'Ellington Army Air Field. La seconda classe iniziò a Houston nel dicembre del 1942, con un minimo di 100 ore di volo, ma terminò la formazione a Sweetwater, in Texas, diventando la prima classe a diplomarsi all'Avenger Field, il 28 maggio 1943. La terza classe completò la formazione avanzata al Avenger Field e si diplomò il 3 luglio 1943. Una metà della quarta classe, composta da 76 donne, iniziò la formazione primaria a Houston il 15 febbraio 1943, per poi essere trasferita a Sweetwater. Il 7 marzo 1943, le classi di Houston subirono la loro prima vittima. Margaret Oldenburg del 43-W-4 ed il suo istruttore, Norris G. Morgan, precipitarono 7 miglia a sud di Houston, rimanendo uccisi nell'impatto. Entro la fine del maggio 1943, la Houston 319th AAFWFTD era storia. Più tardi, nell'estate 1943, WAFS e WFTD confluirono in un'unica organizzazione, le WASP.

## Mansioni

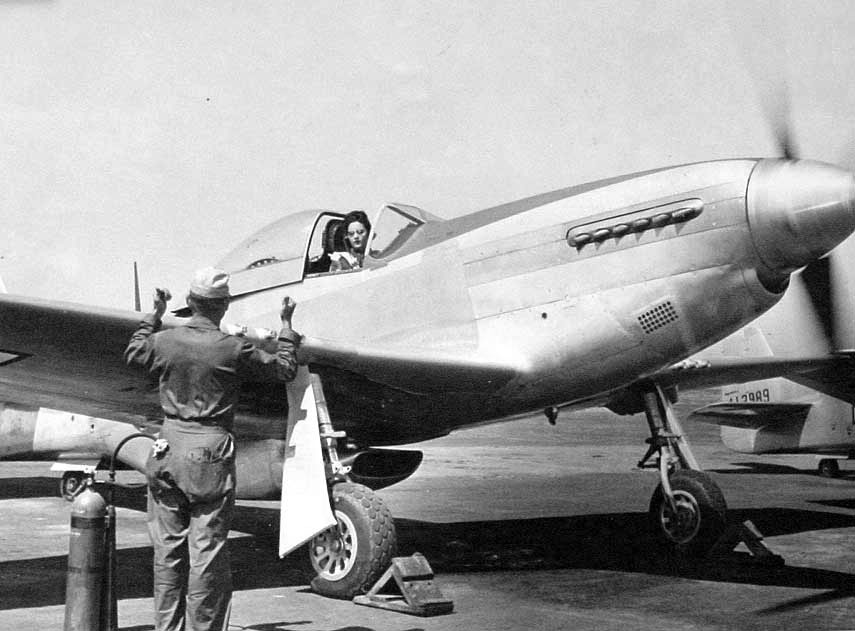
Florene Watson, ai comandi di un P-51D Mustang, prima di iniziare il volo di trasferimento dalla fabbrica di Inglewood, California

Ogni WASP aveva la licenza di pilota. Furono addestrate dalla United States Army Air Forces nell'aeroporto di Avenger Field a Sweetwater. Delle oltre 25.000 domande per entrare nelle WASP, meno di 1.900 furono accettate. Dopo quattro mesi di addestramento militare al volo, 1.074 entrarono nelle WASP e divennero le prime donne a pilotare aerei militari statunitensi. Le donne non furono addestrate al combattimento. La loro formazione, tuttavia, era sostanzialmente la stessa di quella dei cadetti uomini. Le WASP non ricevettero alcun addestramento al tiro, furono però impartite loro le nozioni base del volo in formazione e dell'acrobazia aerea, e fu insegnato loro come far fronte alle situazioni d'emergenza e riuscire a recuperare il controllo del velivolo. La percentuale di donne che superarono l'addestramento al Central Flying Training Command fu superiore a quella dei cadetti uomini. Dopo la formazione, le WASP furono stanziate in 120 basi aeree sparse per gli Stati Uniti d'America, conducendo numerose missioni e liberando così molti piloti di sesso maschile per il combattimento.
Le WASP percorsero 60 milioni miglia in volo, portando gli aerei dalle fabbriche ai porti di imbarco e alle basi militari di addestramento. Tra le altre mansioni ci fu il traino di aerei bersaglio per l'addestramento degli addetti alla contraerea, missioni simulate di bombardamento e trasporto merci. Le WASP volarono con quasi ogni tipo di aereo impiegato dall'USAAF durante la seconda guerra mondiale. Inoltre, alcune donne che si dimostrarono eccezionalmente qualificate furono autorizzate a testare aerei con propulsione a razzo e a reazione e a lavorare con aerei bersaglio radiocomandati. Tra il settembre 1942 e il dicembre 1944, le WASP consegnarono 12.650 aerei di 78 tipi diversi. Complessivamente 38 WASP persero la vita durante il servizio bellico - tutte in incidenti - di queste 11 durante l'addestramento e 27 in servizio attivo. Poiché all'epoca non erano considerate militari a tutti gli effetti, i corpi delle WASP cadute erano riportate a casa a spese della famiglia, senza gli onori militari tradizionali o note per l'eroismo. L'esercito non permetteva nemmeno di posizionare la bandiera degli Stati Uniti d'America sulle bare delle WASP, come invece era d'uso per i militari.

## Lotta per la militarizzazione

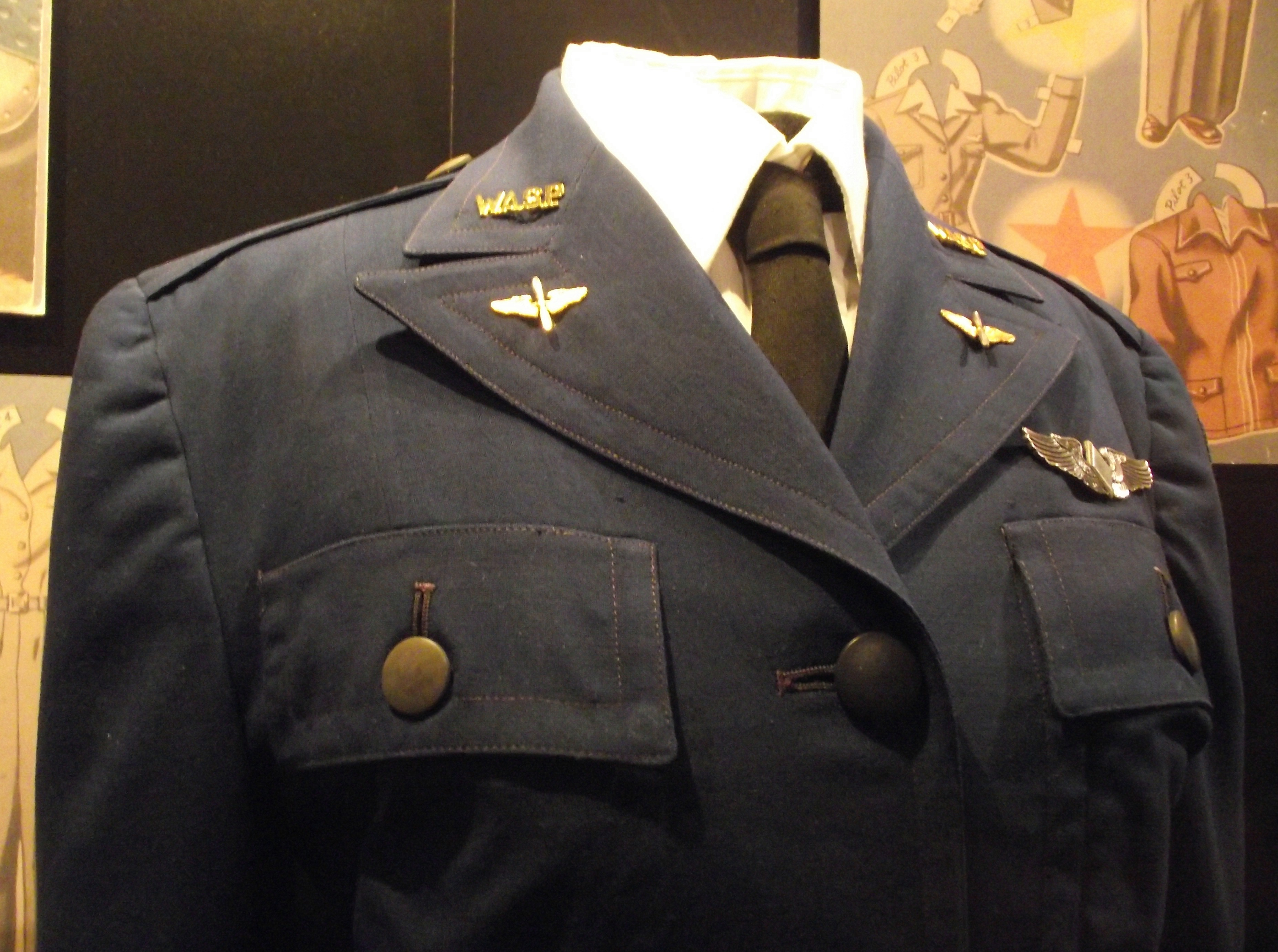
Una divisa delle WASP, circa 1944

Il WASP era stato considerato un servizio civile e le donne pilota non ricevevano benefici militari, a differenza dei loro colleghi maschi.
D'altra parte, non erano amministrativamente legate all'USAAF e potevano dimettersi in qualsiasi momento dopo aver completato l'addestramento, anche se in poche lo fecero effettivamente. Il 30 settembre 1943 una prima proposta di militarizzazione delle WASP fu portata all'attenzione della Camera dei rappresentanti. Sia la Cochran che Arnold desideravano un corpo separato guidato da una donna colonnello (come per il WAC, il WAVES, lo SPARS e i Marine). Il Dipartimento della Guerra, tuttavia, si oppose per coerenza ad una tale mossa, dal momento che non vi era alcun corpo separato per i piloti di sesso maschile che li distinguesse dal personale comune dell'USAAF. Si preferì invece inquadrare le WASP all'interno del WAC (il Women's Army Corps), costituendo circa 2.000 ufficiali Air WAC con l'autorizzazione al volo. Il 21 giugno 1944 il disegno di legge per dare alle WASP lo stato di corpo militare fu bocciato di misura. I piloti civili di sesso maschile fecero pressioni contro il disegno di legge a seguito della chiusura di alcune scuole di volo civili e della cessazione di due programmi di addestramento riservati ai piloti civili uomini. Il 5 giugno 1944 il Comitato della Camera sul Servizio Civile (Comitato Ramspeck), che aveva in precedenza esaminato il WASP, riferì di ritenerlo inutile e ingiustificatamente dispendioso, raccomandando che il reclutamento e la formazione di donne pilota inesperte dovesse essere arrestato. La Cochran decise di spingere per arrivare ad una soluzione della questione, dando un ultimatum: se le WASP non fossero state militarizzate, lei avrebbe sciolto il programma. L'USAAF nel frattempo aveva sviluppato un eccesso di piloti e di candidati pilota. Come risultato Arnold, che in precedenza era stato un sostenitore della militarizzazione, deliberò che il WASP sarebbe stato sciolto entro il 20 dicembre 1944.
Il 7 dicembre 1944 Arnold inviò un comunicato che all'Avenger Field di Sweetwater:
(Henry H. Arnold)
Alla conclusione del programma, 915 donne pilota erano in servizio con l'AAF: 620 assegnate al Comando Addestramento, 141 al Comando del Trasporto Aereo, 133 a Numbered Air Force sparse nel territorio continentale degli Stati Uniti, 11 al servizio meteorologico, 9 a comandi tecnici e una al Comando Trasporto Truppe.

## Eredità e riconoscimenti

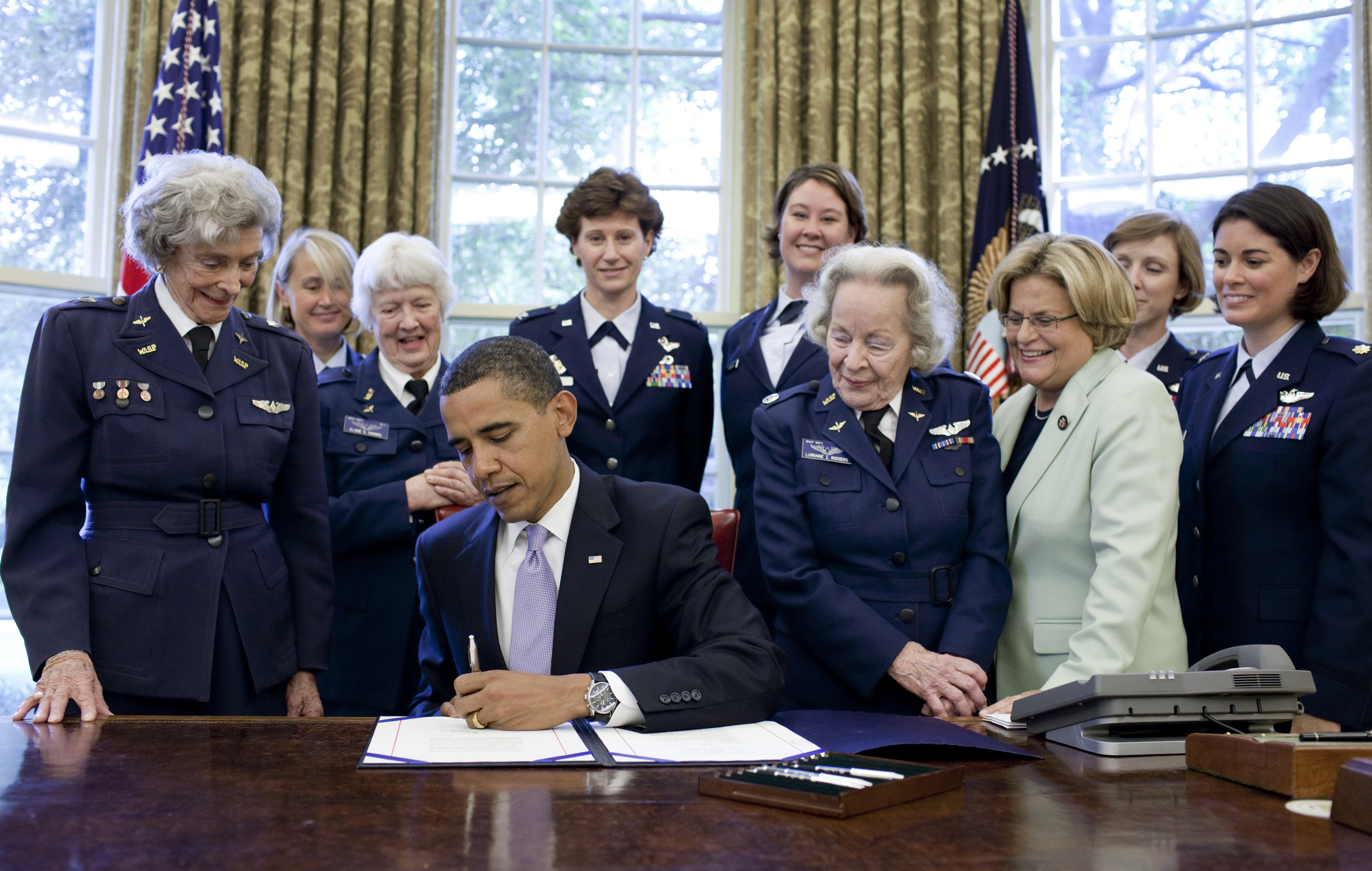
Il presidente Barack Obama firma la legge che assegna alle WASP la Medaglia d'oro del Congresso, 1º luglio 2009

Tutti i registri del WASP furono secretati e rimasero sigillati per 35 anni, per cui il loro contributo allo sforzo bellico era poco noto se non inaccessibile agli storici. Nel 1975 sotto la guida del colonnello Bruce Arnold, figlio del generale Hap Arnold, il WASP condusse una battaglia al Congresso per far ottenere alle WASP lo status di veterano. Per far ciò costituirono un nuovo gruppo, tentando di coinvolgere l'opinione pubblica. I registri furono infine aperti nel 1977, dopo che un comunicato stampa dell'Air Force dichiarava, erroneamente, che si stava addestrando per la prima volta una donna pilota a volare su aerei militari statunitensi. Questa volta, al Congresso le WASP potevano contare sul supporto del senatore Barry Goldwater, il quale durante la seconda guerra mondiale era stato anch'esso un pilota assegnato al trasferimento degli aerei, membro del 27th Ferrying Squadron. Nel 1977 il presidente Jimmy Carter firmò la legge 95-202, sezione 401, chiamata GI Bill Improvement Act, che per servizio reso concedeva al WASP il pieno status di corpo militare.
Nel 1984 ad ogni WASP fu conferita la World War II Victory Medal. Coloro che avevano servito per più di un anno ricevettero inoltre l'American Campaign Medal per il servizio reso durante la guerra. Molte delle medaglie furono ritirate da figli e figlie delle WASP a loro nome. Il 1º luglio 2009 il presidente Barack Obama e il Congresso degli Stati Uniti assegnarono al WASP la Medaglia d'oro del Congresso.
A testimoniare l'evento erano presenti 3 delle circa 300 WASP ancora in vita. Durante la cerimonia il presidente Obama disse:
(Barack Obama)
Il 10 maggio 2010 le circa 300 WASP superstiti andarono al Campidoglio per accettare la Medaglia d'oro del Congresso, che fu consegnata loro da Nancy Pelosi, prima donna Speaker della Camera dei rappresentanti, e da altri membri del Congresso.

## WASP celebri
- Jacqueline Cochran: Pioniera dell'aviazione e direttrice del WASP, fu la prima donna a superare il muro del suono.[17]
- Cornelia Fort: Prima caduta del WASP.[18]
- Micky Axton: Prima donna a pilotare un B-29 Superfortress[19], fu decorata con la Distinguished Flying Cross.
- Ann Baumgartner: Prima donna a pilotare un aereo a reazione (un YP-59A Airacomet)[20]
- Violet Cowden: Prima donna statunitense a servire come pilota militare.[21]
- Betty Gillies: Prima donna a superare il corso d'addestramento del WAFS nonché prima donna a pilotare un P-47 Thunderbolt.[20]

## Nella cultura di massa

### Cinema
- She Wore Silver Wings, documentario del 2010 che narra la storia di una WASP, Jean Landis.[22]

### Televisione
- L'episodio 20 della prima stagione della serie televisiva La squadriglia delle pecore nere è intitolato W*A*S*P*S.[23] Andato in onda per la prima volta il 1º marzo 1977, conteneva alcuni errori, primo tra tutti la "S" nel titolo ad indicare il plurale di WASP, in quanto in inglese tale parola è invariabile.
- L'episodio 5 della settima stagione di Cold Case - Delitti irrisolti è intitolato WASP (trasmesso in Italia col titolo Pioniere del volo) e racconta le indagini sull'omicidio di una WASP i cui resti erano stati ritrovati solo ai giorni nostri.[24]
- Il film per la televisione Warbirds del 2008 vede come protagonista un equipaggio di WASP ai comandi di un B-29, che durante una missione segreta precipiterà su un'isola infestata da pteranodonti.[25]

### Fumetti
- Nella continuity di Wonder Woman, la madre di Steve Trevor, Diana Trevor, era una WASP. Precipitata su Themyscira nel 1940 durante una missione di volo, morì per aiutare le Amazzoni a combattere una minaccia.
- In una storia del 2012 di Capitan Marvel, ruolo in quel momento ricoperto da Ms. Marvel, Carol Danvers torna indietro nel tempo fino al 1943, dove combatte al fianco di una squadra di WASP su un'isola al largo delle coste del Perù.

### Annotazioni
1. ↑  Nelle forze armate statunitensi si usano divise con colori diversi per le cerimonie del mattino e della sera, si veda ad esempio Morning and Evening Colors Archiviato il 9 gennaio 2007 in Internet Archive..

### Fonti
1. 1 2  (EN) Experiencing war - The WASP, su loc.gov, Biblioteca del Congresso. URL consultato il 7 dicembre 2013.
2. 1 2   Massimo M. Veronese, Dopo 65 anni l'America rende onore alle sue "ragazzine" con le ali, in il Giornale, 13 marzo 2010. URL consultato il 7 dicembre 2013.
3. 1 2 3  (EN) 111th Congress Public Law 40, su gpo.gov. URL consultato il 7 dicembre 2013.
4. 1 2  (EN) Thune Recognizes Women Airforce Service Pilots from World War II, su thune.senate.gov, agosto 2009. URL consultato il 7 dicembre 2013.
5. 1 2   Ennio Caretto, L'America scopre le sue eroine aviatrici, in Corriere della Sera, 24 marzo 2010. URL consultato il 7 dicembre 2013.
6. ↑  (EN) George A. Michael, An Interview with Margaret Gee, su computer-history.info. URL consultato il 7 dicembre 2013.
7. 1 2 3  (EN) WASP awarded Congressional Gold Medal for service, su af.mil, luglio 2009. URL consultato il 7 dicembre 2013.
8. ↑  (EN) Requirements for Hiring Women Ferrying Pilots, su libertyletters.com. URL consultato il 7 dicembre 2013 (archiviato dall'url originale il 5 gennaio 2019).
9. 1 2 3 4 5  (EN) Jacqueline Cochran and the Women's Airforce Service Pilots (WASPs), su eisenhower.archives.gov. URL consultato il 7 dicembre 2013 (archiviato dall'url originale il 17 marzo 2015).
10. 1 2  (EN) In Pursuit of a Dream, su asiancemagazine.com. URL consultato il 7 dicembre 2013 (archiviato dall'url originale il 2 marzo 2012).
11. ↑  (EN) Native American Women Veterans, su defense.gov. URL consultato il 7 dicembre 2013 (archiviato dall'url originale il 30 maggio 2010).
12. ↑  (EN) Sarah Byrn Rickman, The Originals: The Women's Auxiliary Ferrying Squadron of World War II, su sarahbyrnrickman.com. URL consultato il 7 dicembre 2013 (archiviato dall'url originale il 24 settembre 2014).
13. 1 2  (EN) Byrd Howell Granger, On Final Approach, Falconer Publishing, 1991,  pp. 70-121, ISBN 0-9626267-0-8.
14. ↑  (EN) Victoria Pope, Flight Of The Wasp, in American Heritage, vol. 59, n. 1, Rockville, American Heritage Publishing Company, 2009.
15. ↑  (EN) Kevin Bohn, Unsung World War II heroes finally get their due, su edition.cnn.com, giugno 2009. URL consultato il 7 dicembre 2013.
16. ↑  (EN) P.L. 95–202, Approved November 23, 1977 (91 Stat. 1433), su ssa.gov. URL consultato il 7 dicembre 2013.
17. ↑  (EN) Dan Gabrel, A Civilian Who Earned Her Wings in War, in The New York Times, New York, 4 ottobre 1998. URL consultato il 7 dicembre 2013.
18. ↑  Emily Yellin, Our Mothers' War: American Women at Home and at the Front During World War II, Free Press, 2004, ISBN 0-7432-4514-8 p. 158.
19. ↑  (EN) Eve Dumovich, Meet Micky Axton, the 1st B-29 woman pilot, su boeing.com. URL consultato il 7 dicembre 2013.
20. 1 2  (EN) Flying For Freedom (PDF), su nationalmuseum.af.mil. URL consultato il 7 dicembre 2013 (archiviato dall'url originale il 26 dicembre 2010).
21. ↑  (EN) Maragalit Fox, Violet Cowden, Wartime Plane Pilot, Is Dead at 94, in The New York Times, New York, 23 aprile 2011. URL consultato il 7 dicembre 2013.
22. ↑  (EN) She Wore Silver Wings, su IMDb, IMDb.com..
23. ↑  (EN) W*A*S*P*S, su IMDb, IMDb.com..
24. ↑  (EN) WASP, su IMDb, IMDb.com..
25. ↑  (EN) Warbirds, su IMDb, IMDb.com..
26. ↑  Il tenente colonnello Nicole Malachowski, prima donna pilota nella Thunderbirds USAF, osservazioni fatte nel corso della cerimonia di presentazione il 10 marzo 2010.